# Cultura Popular (organización)
Cultura Popular fue un Comité Nacional constituido con el fin de coordinar las actividades culturales de las organizaciones y partidos que integraban el Frente Popular durante la revolución social española de 1936, si bien el inicio de la guerra civil obligó a tener como objetivos prioritarios la creación de bibliotecas en el frente y en los hospitales. El origen de Cultura Popular fueron las bibliotecas obreras que surgieron en las dos últimas décadas del siglo xix en un intento de fomentar unos conocimientos fuera del control burgués, burocrático o católico. El organismo, cercano al PCE, generó ateneos, sociedades, círculos de estudio, etc.

## Historia
Cultura Popular se constituyó en 1936 como un Comité Nacional integrado por organizaciones juveniles de diferentes partidos, promoviendo ese mismo año la apertura de ateneos y círculos de estudio de Cultura Popular que en 1934, la política represora del Bienio Negro había ordenado que se cerraran. Tomó naturaleza de organismo administrativo el 5 de agosto de 1936, fecha en que se creó la Comisión Gestora del Cuerpo de Facultativos de Archivos, cuyo  objetivo  fue poner «la  cultura  al servicio de las masas populares españolas».
El Decreto de 16 de febrero de 1937 creó la Consejo Central de Archivos, Bibliotecas y Tesoro Artístico, formado por tres secciones: Archivos, Bibliotecas y Tesoro Artístico. A su vez, la Sección de Bibliotecas de dividía en bibliotecas históricas, bibliotecas científicas, bibliotecas generales, bibliotecas generales y fomento bibliotecario. La sección de Bibliotecas estuvo dirigido y coordinado por Teresa Andrés Zamora y Juan Vicens de la Llave, inspector de bibliotecas, afiliado al PCE y que acababa de leer su tesis sobre las bibliotecas modernas.
Su función fue la de coordinar los servicios que prestaban las bibliotecas, a través de una oficina central que sería la encargada de organizar el préstamo de libros de una biblioteca a otra y, al mismo tiempo, de centralizar la compra de novedades. Los fondos de la Sección de Bibliotecas estaban organizados por secciones: de enseñanza y universidades populares, misiones populares, teatro, cine-club, coros, folklores, artes plásticas, deporte, bibliotecas, ateneos, publicaciones. En 1935, durante el II Congreso Internacional de Bibliotecas y Bibliografía, Jordi Rubió en su descripción del funcionamiento de las bibliotecas de cultura popular, dejó claro que no estaban controladas por bibliotecarios ni nadie que vigilase los préstamos de libros, por ser todo el fondo de lectura responsabilidad de cada socio.
La rebelión militar y golpe de Estado en España de julio de 1936 obligó a dar prioridad a las bibliotecas en las trincheras y en los hospitales. Dada la situación, además de los donativos y de lo que se presupuestaba por parte del Estado, se recurrió a la ‘socialización’ de bibliotecas. Teresa Andrés coordinó todas las actividades, así como los cursillos para la formación del personal encargado de los centros y su fondo bibliográfico.

## Actividades
Las actividades de Cultura General se llevaron a cabo desde las sedes de Madrid, en principio, y de Valencia, cuando el 31 de octubre de 1937 se trasladó el Gobierno a la capital del Turia. El amplio espectro de reunión cultural de las Misiones Pedagógicas, adaptado a los tiempos de guerra, quedó determinado por actividades de propaganda y, muy pronto de socorro social. Se llegaron a repartir diariamente 2000 periódicos y, semanalmente, 4000 ejemplares de revistas como Socorro Rojo Internacional y Ahora ABC y se amplió la producción de publicaciones que incluía carteles y folletos. Se inauguró la Biblioteca Central de Consulta y Lectura que se instaló  en la Residencia de Estudiantes, y se creó la “Asociación de amigos de la Cultura Popular” que, además de cuotas mensuales, hacían aportaciones personales de trabajo. También se llevaron a cabo actividades culturales como exposiciones y lecturas de poemas en programas de radio que emitían música.

## Incautación y depuración
La Junta de Defensa Nacional del gobierno del general Franco, en su Orden de 4 de septiembre de 1936, definió la gestión del Ministerio de Instrucción pública como negativa «apoyando la publicación de obras de carácter marxista o comunista, con las que ha organizado bibliotecas ambulantes y de las que ha inundado las Escuelas a costa del Tesoro Público», por lo que consideraba su supresión y depuración como «un caso de salud pública» y ordenaba la «incautación o destrucción de cuantas obras de matiz socialista o comunista se hallen en bibliotecas ambulantes y escuelas (...), autorizándose únicamente aquellas cuyo contenido responda a los sanos principios de la Religión y de la Moral cristiana».
La gestión revolucionaria de Cultura Popular y en especial, la actividad bibliotecaria republicana, desmanteladas por la dictadura franquista, tuvieron cierta continuidad en América Latina, donde el personal bibliotecario exiliado pudo constrir «un segundo renacimiento cultural en el exilio».